# 아미 오브 더 데드
《아미 오브 더 데드》(영어: Army of the Dead)는 2021년 개봉한 미국의 좀비, 하이스트 영화이다. 잭 스나이더가 연출하고 각본을 썼다. 데이브 바티스타, 엘라 퍼넬, 아나 데라레게라, 개릿 딜라헌트, 라울 카스티요, 오마리 하드윅, 사나다 히로유키 등이 출연한다.

## 줄거리
미국 정부는 51구역에서 이송 중이던 좀비를 실은 군 호송대가 교통사고로 인해 좀비가 탈출하면서 라스베이거스가 좀비로 뒤덮이게 된다. 군사 작전 실패 후 정부는 도시를 봉쇄한다. 6년 후, 카지노 소유주인 블라이 타나카는 용병이자 과거 라스베이거스 주민이었던 스콧 워드에게 군이 핵폭탄으로 도시를 파괴하기 전에 카지노 금고에서 2억 달러를 회수하는 임무를 제안한다.
워드는 팀을 꾸려 라스베이거스로 향한다. 팀에는 과거 동료인 마리아 크루즈와 반데로헤, 헬기 조종사 마리안 피터스, 금고털이 전문가 루드비히 디터, 저격수 미키 구즈만과 그의 동료 체임버스 등이 합류한다. 격리 캠프에서 일하는 워드의 딸 케이트는 릴리와 함께 팀에 합류하게 되고, 릴리는 팀에 안전한 통행을 위해 희생이 필요하다는 것을 알려준다. 
라스베이거스에 진입한 팀은 지능을 가진 '알파' 좀비들을 만나게 된다. 희생으로 버트 커밍스를 알파 좀비 여왕에게 바치고, 여왕은 그를 알파 리더인 제우스에게 데려간다. 팀은 동면 상태의 일반 좀비들을 지나 금고가 있는 카지노에 도착한다. 
금고를 여는 동안 마틴은 좀비 여왕의 머리를 훔치려는 계획을 실행하고, 이를 알게 된 제우스는 분노하여 알파 좀비들을 이끌고 카지노를 공격한다. 팀은 정부의 핵 공격 시간이 다가오면서 혼란에 빠지고, 케이트가 사라진 것을 알게 된 워드는 그녀를 찾으러 나선다. 마틴은 정부가 좀비 군대를 만들 수 있는 여왕의 머리에 더 큰 관심이 있다는 것을 밝히며 팀을 배신한다. 
혼란 속에서 많은 팀원이 죽거나 좀비가 되고, 마틴은 릴리가 여왕의 머리를 훔쳐 달아나자 좀비 호랑이에게 살해된다. 간신히 금고에서 살아남은 반데로헤는 비행기를 타고 탈출하지만, 좀비에게 물린 것을 알게 된다. 워드는 딸을 구출하지만, 피터스가 죽고 제우스에게 물려 좀비로 변하게 된다. 딸 케이트는 좀비가 된 아버지를 죽이고 구조 헬기를 타고 탈출한다. 핵폭탄이 라스베이거스를 파괴하며 영화는 끝이 난다.

## 출연진
- 데이브 바티스타 - 스콧 워드 역
- 엘라 퍼넬 - 케이트 워드
- 아나 데라레게라 - 크루스
- 개릿 딜라헌트 - 프랭크 피터스
- 라울 카스티요 - 마이키 구스만
- 오마리 하드윅 - 밴더로
- 티그 노타로 - 메리앤 피터스
- 노라 아르네제더 - 릴리 / 코요테
- 마티아스 슈바이크회퍼 - 루트비히 디터
- 서맨사 윈 - 체임버스
- 시오 로시 - 버트 커밍스
- 후마 쿠레시 - 기타
- 사나다 히로유키 - 헌터 블라이
- 리처드 시트론 - 제우스
- 마이클 캐시디 - 캐시디
- 첼시 에드먼드슨 - 미스티 힐먼
- 스티브 코로나 - 힐먼